# Meeting of the Minds
Meeting of the Minds es un álbum de estudio del cuarteto vocal estadounidense Four Tops. Fue publicado en abril de 1974 por Dunhill.

## Recepción de la crítica
Un escritor no especificado de Record World le otorgó el certificado de “Hit of the Week”, y lo describió como “funky, suave y rítmico”. Un escritor no especificado de Billboard escribió: “Otro conjunto destacado de este grupo que parece trascender todos los límites musicales populares. Su mayor fortaleza sigue siendo su fina armonía en el canto, y tres de los cuatro miembros comparten el canto principal en varias etapas de este set. La excelente producción ofrece un sonido de big band que aún no interfiere con el grupo. Lo más destacado del LP siguen siendo las áreas donde las tres voces de respaldo rebotan en la poderosa voz principal”.

## Lista de canciones
Todas las canciones escritas y compuestas por Dennis Lambert y Brian Potter, excepto donde esta anotado. 
| Lado uno |                                  |                                      |          |  |
| N.º      | Título                           | Escritor(es)                         | Duración |  |
| 1.       | «One Chain Don't Make No Prison» |                                      | 4:29     |  |
| 2.       | «Midnight Flower»                | McKinley Jackson Reginald Dozier     | 4:03     |  |
| 3.       | «The Well Is Dry»                |                                      | 3:48     |  |
| 4.       | «Love Ain't Easy to Come By»     |                                      | 3:38     |  |
| 5.       | «No Sad Songs»                   | Len Perry Carl Leonard Rachel Foster | 5:14     |  |

| Lado dos |                                     |                              |          |  |
| N.º      | Título                              | Escritor(es)                 | Duración |  |
| 1.       | «Right On Brother»                  |                              | 4:05     |  |
| 2.       | «Tell Me You Love Me (Love Sounds)» | Lawrence Payton Al Cleveland | 3:30     |  |
| 3.       | «All My Love»                       | Joe Ely                      | 4:29     |  |
| 4.       | «I Found the Spirit»                | Renaldo Benson Val Benson    | 3:54     |  |
| 5.       | «Meeting of the Minds»              |                              | 4:22     |  |

## Créditos y personal
Créditos adaptados desde las notas de álbum de Meeting of the Minds.
Four Tops
- Levi Stubbs – voz principal en todas las pistas excepto «No Sad Songs», «Tell Me You Love Me (Love Sounds)» y «I Found the Spirit», coros
- Lawrence Payton – voz principal en «No Sad Songs», «Tell Me You Love Me (Love Sounds)» y «All My Love», coros
- Obie Benson – voz principal en «All My Love», coros
- Duke Fakir – coros

Músicos adicionales
- Sylvia Smith – voces en «Tell Me You Love Me (Love Sounds)»
- Ed Greene – batería
- Paul Humphrey – batería
- Wilton Felder – bajo eléctrico
- Scott Edwards – bajo eléctrico
- Michael Omartian – teclados
- Dennis Lambert – teclados
- Larry Carlton – guitarra
- Ben Benay – guitarra
- Dean Parks – guitarra
- Ray Parker, Jr. – guitarra
- King Errisson – percusión
- Gary Coleman – percusión
- Brian Potter – percusión
- Steve Barri – percusión
- Sid Sharp – concertino

Personal técnico
- Steve Barri – productor
- Dennis Lambert – productor
- Brian Potter – productor
- Phil Kaye – ingeniero de audio
- Howard Gale – ingeniero de audio
- Barney Perkins – ingeniero de audio
- Vic Zaslav – masterización
- David Willardson – ilustración
- Ron Slenzak – fotografía

## Posicionamiento
| Gráfica (1974)                             | Pico de posición |
| ------------------------------------------ | ---------------- |
| Estados Unidos (Billboard Top LP's & Tape) | 118              |
| Estados Unidos (Billboard Soul LP's)       | 22               |